# Na skraju lasu
Na skraju lasu (czes. Na samotě u lesa) – czechosłowacka tragikomedia z 1976 roku, w reżyserii Jiřego Menzla według scenariusza Zdenka Svěráka i Ladislava Smoljaka.

## Treść
Prażanie Lavičkovie pragną nabyć działkę rekreacyjną na wsi dla wypoczynku w letnim domku na łonie naturalnej przyrody. Decydują się na odkupienie od starego pana Komárka niewielkiego gospodarstwa pod lasem, z dość zaniedbaną chałupą mieszkalną. Ponieważ właściciel deklaruje, że już jesienią zamierza przenieść się do syna, rodzina Lavičkóv gorliwie pomaga mu przy pracach w polu i w remoncie budynku. Choć z upływem czasu okazuje się, że właściciel chałupy wcale nie kwapi się do wyniesienia, Lavičkovie mają jeszcze nadzieję na jego naturalny zgon. Kiedy zimą „dziadek” zaczyna chorować, uczynna rodzina odwozi go nawet do szpitala. Wiosną umawiają się z notariuszem, by wreszcie sfinalizować kłopotliwą transakcję, zastają jednak dom wprawdzie pusty, ale zdrowego pana Komárka ponownie zajętego przy pracach polowych.

## Obsada (główne role)
- Josef Kemr – dziadek Komárek
- Zdeněk Svěrák – Oldřich Lavička
- Daniela Kolářová – jego żona
- Marta Hradilková – jego córka Zuzana
- Martin Hradilek – jego syn Petr
- Ladislav Smoljak – Zvon
- Jan Tříska – doktor Houdek
- Naďa Urbánková – Zvonová
- Zdeněk Blažek – Hruška
- Alois Liškutín – Kos
- František Řehák – Lorenc
- Václav Trégl – Vondruška
- Vlasta Jelínková – Vondrušková
- Oldřich Vlach – Kokeš